# Langila
Langila és un dels volcans més actiu de l'illa de Nova Bretanya, a Papua Nova Guinea. Consta de quatre cons volcànics superposats al flanc oriental d'un volcà extingit més antic, el Talawe que té un cràter de 2,5 km d'amplada. El cim s'eleva fins als 1.330 msnm. Hi ha hagut desenes d'erupcions registrades des del segle XIX en els tres cràters volcànics actius del Langila, el més jove i petit dels quals, el número 3, es va formar l'any 1960 i té un diàmetre de 150 metres. L'actual cicle eruptiu va començar l'octubre de 2015 amb activitat tèrmica de baix nivell, emissions de cendres i plomalls de diòxid de sofre.